# 卓還來
卓還來（1912年5月6日—1945年7月6日），出身福建省闽侯县，中華民國外交官。 他以在北婆羅洲的事蹟為人所知。

## 生平

### 早年
1912年5月6日，卓還來出生於福建省閩侯，乳名闓闓；他的母親聶其純是曾國藩的外孫女，他的祖父卓孝復在清光緒年間曾先後中舉人、進士。幼年時，他遍覽經史典籍，並習得作文能力。後來，他畢業於北平匯文中學時，因成績表現突出被保送燕京大學。在燕京大學，他主修政治並專注於國際法。
1933年，他自燕京大學畢業並獲頒學士學位，接著以榜首考取巴黎政治學院並在親友資助下前往留學。在巴黎政治學院取得博士學位後，他又轉至倫敦大學研讀國際關係二年半。

### 外交生涯
1936年，他返國並在外交部擔任一等科員；次年，他前往法屬印度支那西貢擔任副領事。不久，抗日戰爭爆發，國民政府歷經混亂，他還是繼續在當地忠實地執行任務。
1938年初，在駐西貢領事方賢淑投效汪精衛政權後，他開始代理其職務。
1940年7月，他被調任為北婆羅洲山打根領事館領事，兼管砂磱越華人事務；次年4月29日至5月7日第一次尋訪當地華僑，並受到熱烈歡迎。

#### 反抗日軍至遇害
1942年1月19日，北婆羅洲山打根遭日軍侵佔，領事館多位人員來不及撤退，但他已先將機密文件等焚毀；隨後，日軍包圍並闖入領事館，以武力脅迫他交出檔案資料，但遭嚴辭拒絕並告知已焚毀。憤怒的日軍當場將他與妻子兒女全數逮捕。在被監禁的最初幾個月裡，日軍多次威脅利誘他加入其陣營，但總遭拒絕。同年9月，他和妻兒及領事館人員共七人被押解到沙撈越首府古晉，並囚禁於位於郊區的馬都林丹集中營。他的獄友是幾位英國官員，他的妻子則與多位英國籍婦女共囚一室，兩人每週被准許會面一次。獄中每日僅有的主食為稀粥、蕃薯。他每日與其他獄友一同被命令至附近從事勞動工作。同時，日軍仍繼續對他威脅利誘，希望他能領導華僑與其合作，但還是被拒絕。1944年1月，他與多位英國籍戰俘被命令至石角路伐木築路，隨後因與當地華僑私通消息遭日軍嚴刑審問，最後決定將他押回集中營繼續拘禁。同年9月，他與多位英國與美國籍戰俘被遷禁於婆羅洲亞庇監獄；在監獄裡，他與多位當地華僑及英國籍人士同囚一室並備受敬重；在日軍命令下勞動之餘，多位獄友及當地華僑為他提供了許多物資上的協助。
1945年初，為躲避盟軍空襲，日軍將他及多名英國與美國籍戰俘移往保佛監禁；由於經常出外躲避轟炸，獄中管理一度鬆弛，有華僑因而計劃協助他潛逃，但被他以為當地華僑社群著想及戰爭即將結束為由否決。4月中，他與多名英美戰俘被移監於根地咬；抵達後，一些華僑仍冒險暗送物資給他，他也將之一一記下，準備於日後回報。5月，盟軍轟炸當地機楊，日方強迫他連夜填補炸彈所轟出的坑洞；他拒絕並聲明自己是拘留犯而不應受此虐待。6月16日，由於盟軍轟炸更加頻繁，他被日方帶往附近山林躲避。由此，當地居民得以與他頻繁接觸，並試圖遊說協助潛逃或躲藏，但遭他拒絕。7月1日，日軍判他勞役期滿，並准予「自由行動」；他隨後寄居當地華僑家中，但仍受監視。數日後，日軍復將他與多名英美人員拘禁於當地村落中的簡易牢獄。7月6日凌晨3時半前後，數位日本軍警喚醒他們，告知將移至蘭腦躲避轟炸，並將其帶走，且准許相關人士為其送別。5時前後，他們遭日軍槍殺於當地機場附近叢林中。

### 後事
1945年10月，英屬婆羅洲民政事務單位（英語：British Borneo Civil Affairs Unit）發現失蹤事件，並主導相關調查，隨後獲知其遇害訊息，又發現其埋葬地點並起掘其骸骨遺物。他與其他遇難者的骸骨先被運至當地官署。1947年恢復辦公後，新任中華民國領事俞培均將相關事件呈報外交部；在外交部決定下，他的骸骨被當地華僑護送運往中國，並在途中接受各地華僑哀悼。4月1日，骸骨運抵中國後，他的靈位被遷入北平八寶山忠烈祠，並經親族商議決定諡號「貞烈」。7月8日，外交部在南京中國殯儀館舉行公祭，為他與駐馬尼拉總領事楊光泩等烈士等舉行悼念儀式；同時，他的老師司徒雷登也為他作了誄文。9月3日，他與其他八位烈士的骸骨在南京經公祭後被下葬於「菊花台九烈士墓」。
1985年9月2日，紀念反法西斯戰爭勝利40週年活動前夕，南京市雨花台區有關當局在菊花台九烈士墓前舉行中華人民共和國建立以來首次公祭。1987年11月17日及1992年4月15日，南京市各界人士再度為其舉辦公祭。

## 紀念
- 國民政府在獲知卓還來遇害後，明令褒揚。[1]
- 1959年7月6日，在北婆羅洲華僑各界等倡議協助下，刻有卓還來簡歷的「秉忠蹈義棗卓領事暨同難四人紀念碑」[4][5]在其遇害處落成。[1]
- 1989年1月，中華人民共和國民政部追認卓還來為革命烈士，並將「革命烈士證明書」頒發與其親屬。[1]
- 南京市雨花台區文物管理委員會曾為卓還來編撰《異域忠魂》、《魂繫中華》等書籍，並與南京市文物局、南京電視台合拍專題紀錄片《異域忠魂》；該紀錄片在中国中央电视台播出後引起廣大迴響。[1]

## 家庭
其妻趙世平（1914年-2010年），其女卓以佳（1938年-）、子卓以強（1941年-）。

## 流行文化

### 書籍
- 龍應台，《大江大海一九四九》，天下雜誌，2009年。[8]

### 影視
- 《聽海湧》，公視，2024年。劇集部分參考並改編了被俘事跡[9]，劇中北婆羅洲領事角色姓名為羅進福（施名帥飾演）[10]。